# Jardin d'Albertas
Pour les articles homonymes, voir D'Albertas.
 (septembre 2021).
Si vous disposez d'ouvrages ou d'articles de référence ou si vous connaissez des sites web de qualité traitant du thème abordé ici, merci de compléter l'article en donnant les références utiles à sa vérifiabilité et en les liant à la section « Notes et références ».
Le jardin d'Albertas est un jardin privé à la française du XVIIe siècle situé dans la ville de Bouc-Bel-Air dans le département français des Bouches-du-Rhône. Il est classé au titre des monuments historiques et répertorié comme jardin remarquable.
Créé vers 1640, le jardin d'Albertas présente un mélange d'influences italiennes dans l'esprit des réalisations de la Renaissance qui font émerger un modèle unique de jardin en Provence en utilisant des végétaux adaptés à son climat et les techniques propres au XVIIe siècle.
Le jardin d'Albertas conserve quasi intacte sa composition du XVIIe siècle.
Au printemps et en été, le jardin accueille nombre d'événements dont les Journées des Plantes d'Albertas organisées chaque année depuis 1992, un événement d'envergure autour des plantes et du jardin avec désormais plus de 180 pépiniéristes et artisans.

## Histoire

### La création auXVIIesiècle
Les premières réalisations remontent aux années 1630. Depuis plusieurs années, Henri de Séguiran, Premier Président de la Cour des Comptes Aides et Finances de Provence, nommé par le cardinal de Richelieu lieutenant général des Mers du Levant, seigneur de Bouc et propriétaire du Castel qui surmonte encore le village, achète des terres au creux du vallon qui y monte. Il y canalise des sources capables d’arroser ses premières plantations, potagers et vergers puis d’alimenter ce qu’il imagine peut-être déjà comme un grand jardin agrémenté de bassins et de fontaines.
Il commence par des réalisations modestes : potager, treillages, petits bâtiments d’agréments.
C'est probablement vers 1640 qu'il lance la réalisation des jardins. Un mélange d'influences italiennes dans l'esprit des réalisations de la Renaissance, du regard et des végétaux propres à la Provence et du goût et des techniques de son temps qui font émerger un jardin unique en Provence.
Réalisé en 1680, l'inventaire de succession de Raynaud, fils d'Henri de Séguiran, décrit très exactement l'essentiel des jardins qui existent encore : extraordinaire permanence sur trois siècles et demi.
Le jardin provençal comporte de nombreux bassins, réserves d'eau pour l'arrosage, dans un temps où l'agriculture est la première source de richesse et où l'aristocratie provençale se passionne pour les techniques agricoles.
C'est ensuite une composition classique autour d'un grand axe de perspective que les Albertas, au XVIIIe siècle, prolongent vers le Sud, le grand portail baroque puis le jardin du bas autour de l'actuelle bastide située de l'autre côté de la route nationale.
D'énormes travaux de terrassement permettent une composition en terrasses dans les deux axes Est-Ouest et Nord-Sud.
Ce jardin est d'abord une importante infrastructure qui « ne se voit pas » : mouvements de terre, galeries d'amenée des eaux, conduites et drains pour préserver la qualité des terres, citernes souterraines pour stocker l'eau et permettre l'alimentation des jets d'eau et fontaines.
Dès cette première époque apparaissent le grand canal et ses treize mascarons qui distribuent l'eau, la grotte à l'italienne couverte de concrétions calcaires et de coquillages dont les sept statues des planètes ont depuis disparu. Mais aussi les parterres, le grand bassin aux huit tritons comme les quatre statues monumentales représentant Hercule, David et sa fronde, le dieu Mars et le gladiateur Borghèse.
Ce sont probablement Henri-Reynaud d'Albertas, petit-fils de Raynaud de Séguiran, puis son fils Jean-Baptiste d'Albertas qui agrandissent le jardin vers l'ouest, jusqu'au portail Louis XV créé en même temps que la route royale est déviée à cet endroit (1735).

### Aux origines
C'est au milieu du XIVe siècle que la famille d'Albertas, venant d'Italie, s'établit à Apt, où l'hôtel Colin d'Albertas témoigne de cette histoire.
Les d'Albertas s'installent à Marseille et se lancent dans le négoce maritime en Méditerranée. Grâce aux arrêts royaux autorisant dans les grands ports maritimes la noblesse à « faire commerce » sans déroger, ils développent leurs affaires au XVe siècle dans le commerce des épices puis du corail avec la Compagnie du Corail au XVIe siècle.
Jusqu'à la fin du XVIIe siècle, ils occupent les plus hautes fonctions de la Ville de Marseille (consuls, premier consul) et représentent à plusieurs reprises les intérêts de la noblesse provençale auprès du roi.
Les cadets deviennent officiers de marine, chevaliers et dignitaires de l'ordre de Malte.
Au milieu du XVIe siècle, ils acquièrent puis agrandissent la terre de Gémenos, à l'ouest de Marseille, qui restera dans la famille jusqu'en 1850 (leur château est l'actuel hôtel de ville de Gémenos).
Le parc à la française et à l'anglaise que Jean-Baptiste d'Albertas y crée au XVIIIe siècle sera exceptionnel. Le Prince de Ligne, grand amateur de jardins, le cite en 1786 comme « un des dix plus beaux parcs d'Europe ». Il en reste le très beau vallon de Saint-Pons à découvrir notamment au printemps.
C'est le mariage en 1673 de Marc-Antoine d'Albertas avec Madeleine de Séguiran qui marque un nouveau virage. Capitaine de vaisseau, il mourra en 1684 des suites de ses blessures en combat naval. Marc-Antoine épouse ainsi l'héritière d'une grande famille d'administrateurs et de parlementaires. Seigneurs de Bouc et Premier président de la cour des Comptes, aides et finances de Provence à Aix-en-Provence, ils transmettront ce marquisat comme cette importante charge aux Albertas qui l'exerceront jusqu'à la Révolution.
Durant le XVIIIe siècle, la famille d'Albertas ajoute à son château de Gémenos sa prestigieuse résidence de l'hôtel d'Albertas à Aix-en-Provence. Sur une ancienne demeure venue des Séguiran, Henri-Reynaud puis Jean-Baptiste d'Albertas édifieront un des plus beaux hôtels particuliers d'Aix, mis en valeur par la création de la place d'Albertas.
Le 14 juillet 1790, Jean-Baptiste d'Albertas est assassiné à Gémenos lors d'un banquet offert à la Garde Nationale en l'honneur de la fête de la Fédération. Son fils, Jean-Baptiste Suzanne sera nommé préfet des Bouches-du-Rhône à la Restauration par Louis XVIII, puis fait pair de France en 1815. Amoureux de ses jardins, « sa tabatière », il veille aux travaux d'amélioration avec son fils Alfred.
En 1949, Jean d'Albertas entame, après un siècle de semi-abandon, une campagne de restauration qui sauvera l'architecture des jardins. Le 25 mars 1960, le jardin est inscrit à l'inventaire supplémentaire des monuments historiques.

### Bientôt quatre siècles
Depuis les années 1960, Henri, Olivier et Marie-Christine d'Albertas poursuivent l'entretien du jardin.
En 1990, Olivier, Bruno, Daniel Latil d'Albertas et leurs épouses Guylaine, Danièle et Nathalie poursuivent cet effort pour en assurer la restauration et la transmission comme leur ouverture au grand public avec le soutien du Ministère de la Culture, du Département des Bouches-du-Rhône, de la Métropole Aix-Marseille Provence comme de mécénats privés.

## Démarche de restauration

### Démarrage des travaux
Les premiers travaux commencent en 1986 puis en 1990 avec l'ouverture au public.
En 1993, avec le classement au titre des monuments historiques, Didier Repellin, architecte en chef des monuments historiques, réalise l'étude préalable aux travaux. C'est une campagne menée par une « archéologue de jardins », Anne Alimand, qui permet de confirmer que les plans originaux, encore dans les archives familiales, ont bien été réalisés dans le détail.
Disposant de plans anciens auxquels le jardin est resté très fidèle, l'entreprise de restauration respecte les plans d'origine.
Les ressources pour l'entretien d'un jardin complexe sont limitées, la priorité est donc donnée aux infrastructures en simplifiant dans un premier temps les plantations.
Depuis 1993 ont été repris une bonne partie des réseaux hydrauliques souterrains, les murs de soutènement effondrés ou fragilisés, le bassin et ses huit tritons, les quatre statues monumentales, la nappe d'eau de l'entrée, la terrasse des parterres et ses alignements de buis, le dégagement de la terrasse supérieure et la régénération des grands ifs, les haies de chênes verts soulignant les murs des terrasses.
L'allée d'accès a été replantée selon les alignements d'origine.
La serre, datant du XIXe siècle, sur le point de s'effondrer, a été entièrement reconstruite en 2008.
Le grand bassin octogonal de la terrasse des parterres avec son jet d'eau central, qui avait disparu, a été recréé en marbre de Saint-Pons (Languedoc).

### De nouvelles tranches de travaux à partir de 2015
En 2015, grâce au soutien fidèle de partenaires, et sous la maîtrise d'œuvre de Corrado de Giuli Morghen, a été entièrement restauré le Grand portail Louis XV et ses « sauts de loup »: il a retrouvé ses élégants « pots à feu » du XVIIIe siècle qui avaient disparu. Mais aussi, le grand canal datant du XVIIe siècle avec en particulier son système de distribution de l'eau à travers 13 mascarons de pierre que trois siècles et demi avaient complètement dégradés.
Depuis octobre 2019, une autre tranche de travaux a été lancée sous la maîtrise d'œuvre de Philippe Deliau et Juliette Hafteck (ALEP Paysage) pour la restitution de l'environnement du bassin en lyre selon les dessins d'origine du XVIIe siècle. Ce bassin, qui était à l'origine le point d'entrée du jardin (et non le portail aujourd'hui sur la route nationale) va retrouver sa splendeur d'antan après avoir perdu au cours des siècles son aménagement initial.
Les rampes d'accès de chaque côté du bassin ayant par exemple été progressivement ensevelies, les murs de soutènement se sont effondrés; quant aux plantations prévues à l'origine, elles avaient disparu faute d'entretien. Cette tranche de travaux, qui prévoit aussi la restauration et replantation des deux promenades supérieures des jardins, a pu être financée grâce au soutien du Ministère de la Culture, du Conseil Départemental, de la métropole Aix Marseille et du mécénat privé mobilisé par la campagne de financement participatif menée avec Dartagnans.fr.
En 2019, le jardin d'Albertas a été sélectionné par la Mission Bern pour être bénéficiaire du Loto du Patrimoine. Une nouvelle opportunité pour lancer entre fin 2020 et avril 2022, en trois tranches, une nouvelle campagne de travaux ambitieuse qui reprendra les abords de la grotte de fraîcheur, recréera les deux bassins quadrilobés de la terrasse des parterres et l'espace à l'abandon derrière la Grotte.
Parmi les projets de restauration au delà : les salles de fraîcheurs autour du bassin des tritons, la terrasse supérieure et une restauration de la grotte de fraîcheur.

## Protection
« Le jardin, y compris les portails, les bassins, les statues, les vasques, le système hydraulique et les façades et toitures de la maison du jardinier » sont classés au titre des monuments historiques par un arrêté du 5 juillet 1993.
Depuis 2007, le jardin constitue un jardin remarquable.